# Erwin Nigg

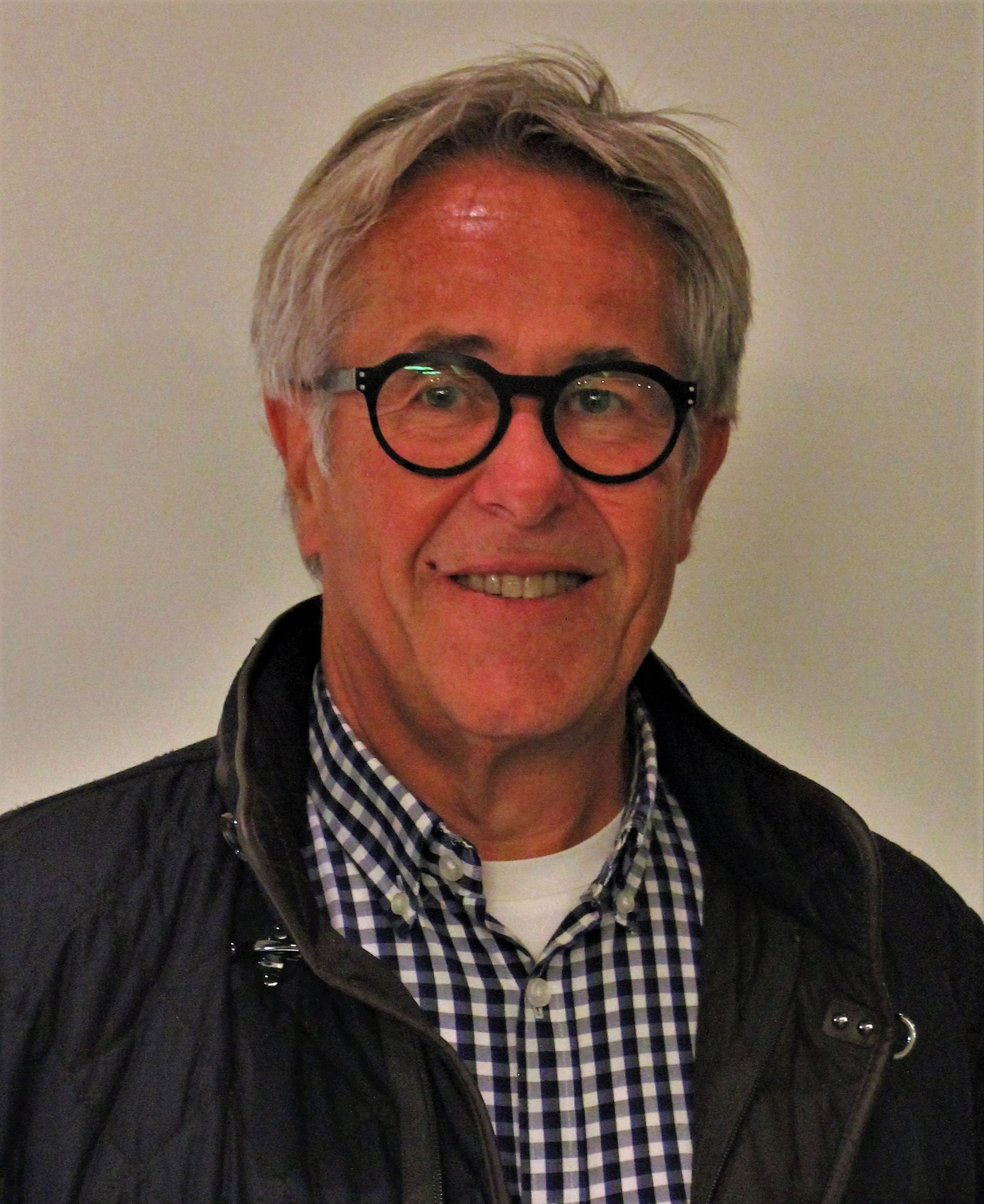
Erwin Nigg (2018)

Erwin Nigg (* 7. September 1954 in Gersau) ist ein Schweizer Musiker, Komponist und ehemaliger Politiker (FDP). Nigg unterrichtete bis 2017 als Gymnasiallehrer an der Kantonsschule Kollegium Schwyz, wo er von 2003 bis 2012 Prorektor war.

## Leben

### Musik
Nach Studien an der Universität Zürich (Musikwissenschaft, Neuere deutsche Literatur, Linguistik und Literaturkritik) und an der Zürcher Musikakademie (Dirigieren) studierte und unterrichtete Nigg während zweier Jahre am College-Conservatory of Music der University of Cincinnati. Dort erlangte er im Jahre 1995 mit seiner Dissertation "An Analysis of Jacob Druckman's Works for Wind Ensemble 'Engram' (1982), 'Paen' (1986), 'In Memoriam Vincent Persichetti' (1987) und 'With Bells On' (1993)" das Doktorat.
Nigg unterrichtete von 1981 bis 2017 an der Kantonsschule Kollegium Schwyz als Musiklehrer, davon neun Jahre auch als Prorektor, und leitete die Ensembles der Schule. Parallel zu seiner hauptberuflichen Tätigkeit dirigierte er verschiedene Blasorchester und Musikschulensembles. Nigg wirkt auch als Experte an Musikfesten und Prüfungsabschlüssen, als Referent und Gastdirigent. Er ist Mitglied verschiedener internationaler Musikorganisationen.

### Politik
Nigg war von 1988 bis 1991 sowie von 2000 bis 2008 Mitglied des Schwyzer Kantonsrates, wo er den Bezirk Gersau vertrat. Er gehörte auch lange Jahre der Parteileitung der FDP des Kantons Schwyz an.

## Werke
- 'Gero' (Marsch) – Uraufführung: Feldmusik Gersau (1982)
- 'Feldspielereien' (Fantasie über eine Landsknechtsweise) – Uraufführung: Feldmusik Schwyz (1987)
- 'Missa brevis' für gemischten Chor und zwei Keyboards
- Theatermusiken, Lieder, Tänze etc.